# Oxira formosana
Oxira formosana là một loài bướm đêm trong họ Noctuidae.